# (38828) 2000 RQ94
2000 RQ94 (asteroide 38828) é um asteroide da cintura principal. Possui uma excentricidade de 0.06694890 e uma inclinação de 2.68103º.
Este asteroide foi descoberto no dia 4 de setembro de 2000 por LONEOS em Anderson Mesa.